# Oecetis humphreyi
Oecetis humphreyi là một loài Trichoptera trong họ Leptoceridae. Chúng phân bố ở miền Australasia.